# Magdeleine Anglade
Pour les articles homonymes, voir Anglade (homonymie).
Magdeleine Anglade, née Madeleine Suzanne Bousquainaud le 5 juillet 1921 à Valence (Drôme) et morte le 25 mars 1998 dans le 13e arrondissement de Paris, est une femme politique française. Elle est députée européenne de 1982 à 1983 puis de 1994 à 1995 et sénatrice de Paris de 1994 à 1995.

## Biographie

### Études et premiers engagement
En 1940, Magdeleine Bousquainaud entreprend des études supérieures à Lyon, qu'elle termine diplômée en droit et en lettres en 1945. Durant la Seconde Guerre mondiale, elle est infirmière-ambulancière dans le groupe grenoblois de la Croix-Rouge française. Elle participe à la campagne d'Allemagne et à l'accompagnement des déportés du camp de concentration de Buchenwald. Durant la guerre d'Indochine, entre 1950 et 1954, elle est de nouveau ambulancière de la Croix-Rouge.
En 1947, elle épouse Louis Anglade.
Entre 1959 et 1962, elle est secrétaire générale du groupe Unité de la République à l'Assemblée nationale. L'Algérie devient indépendante en 1962 ; l'année suivante, Magdeleine Anglade co-fonde avec Alexandre Parodi le Comité national pour les musulmans français, qui vient en aide aux harkis.

### Carrière politique
En 1972, elle rejoint le comité directeur du Centre national des indépendants et paysans (CNIP). Candidate aux élections européennes de 1979 sur la liste menée par Jacques Chirac et Michel Debré, elle n'est pas élue ; elle intègre cependant le Parlement européen en 1982, après la démission de Jean Méo, siégeant au sein du Groupe des démocrates européens de progrès. Elle démissionne en novembre 1983.
Aux élections municipales de 1983 à Paris, elle est élue conseillère de Paris dans le 8e arrondissement, intégrant sous la bannière du CNIP la majorité municipale de Jacques Chirac. Elle est nommée adjointe au maire de Paris, chargée de l'Emploi et de la Formation, et première adjointe du maire du 8e arrondissement, François Lebel. Elle quitte ces fonctions en 1989.
Candidate aux élections européennes de 1984 sur la liste menée par Simone Veil, elle est élue et siège au groupe du Rassemblement des démocrates européens. En 1986, elle quitte le CNIP en raison de son rapprochement avec le Front national et co-fonde l'Union nationale des indépendants de la République, proche du Rassemblement pour la République (RPR).
Aux élections municipales de 1989 à Paris, elle est réélue conseillère de Paris dans le 1er arrondissement. Elle est nommée première adjointe au maire de cet arrondissement, Michel Caldaguès.
En parallèle de ses activités politiques, elle est à partir de 1972 secrétaire générale du groupe Valmonde, qui édite Valeurs actuelles et Spectacle du monde. En 1991, elle devient présidente du conseil de surveillance de Valmonde puis en 1992 vice-présidente du Syndicat de la presse hebdomadaire parisienne (SPHP) ; elle est aussi vice-présidente du Syndicat professionnel de la presse magazine et d'opinion (SPPMO).
En 1993, François Collet est élu sénateur de Paris, avec Magdeleine Anglade comme suppléante. Il meurt l'année suivante et elle lui succède, siégeant au sein du groupe RPR. Elle n'est pas candidate à sa réélection en 1995.
Elle meurt en 1998. Une cérémonie funéraire a lieu en l'église de la Madeleine et le maire de Paris Jean Tiberi lui rend hommage au Conseil de Paris.

## Décoration
- 1995 : chevalier de la Légion d'honneur[2].